# 河合利樹
河合 利樹（かわい としき、1963年8月26日- ）は、日本の実業家。東京エレクトロン株式会社代表取締役社長、一般社団法人日本半導体製造装置協会副会長。

## 経歴
大阪府出身。明治大学付属中野高等学校を経て、明治大学経営学部卒業後、1986年東京エレクトロン株式会社入社。
事業企画部長、執行役員を経て、2015年代表取締役副社長に就任。2016年1月から現職。役員報酬は年9億円を超える。日本半導体製造装置協会副会長兼務。